# رانو راراكو
رانو راراكو هي فوهة بركانية واقعة في المنحدرات السفلى لتيرفاكا [الإنجليزية] في جزيرة القيامة، وتتكون الحفر من الرماد البركاني والأحجار البركانية.

## معرض صور

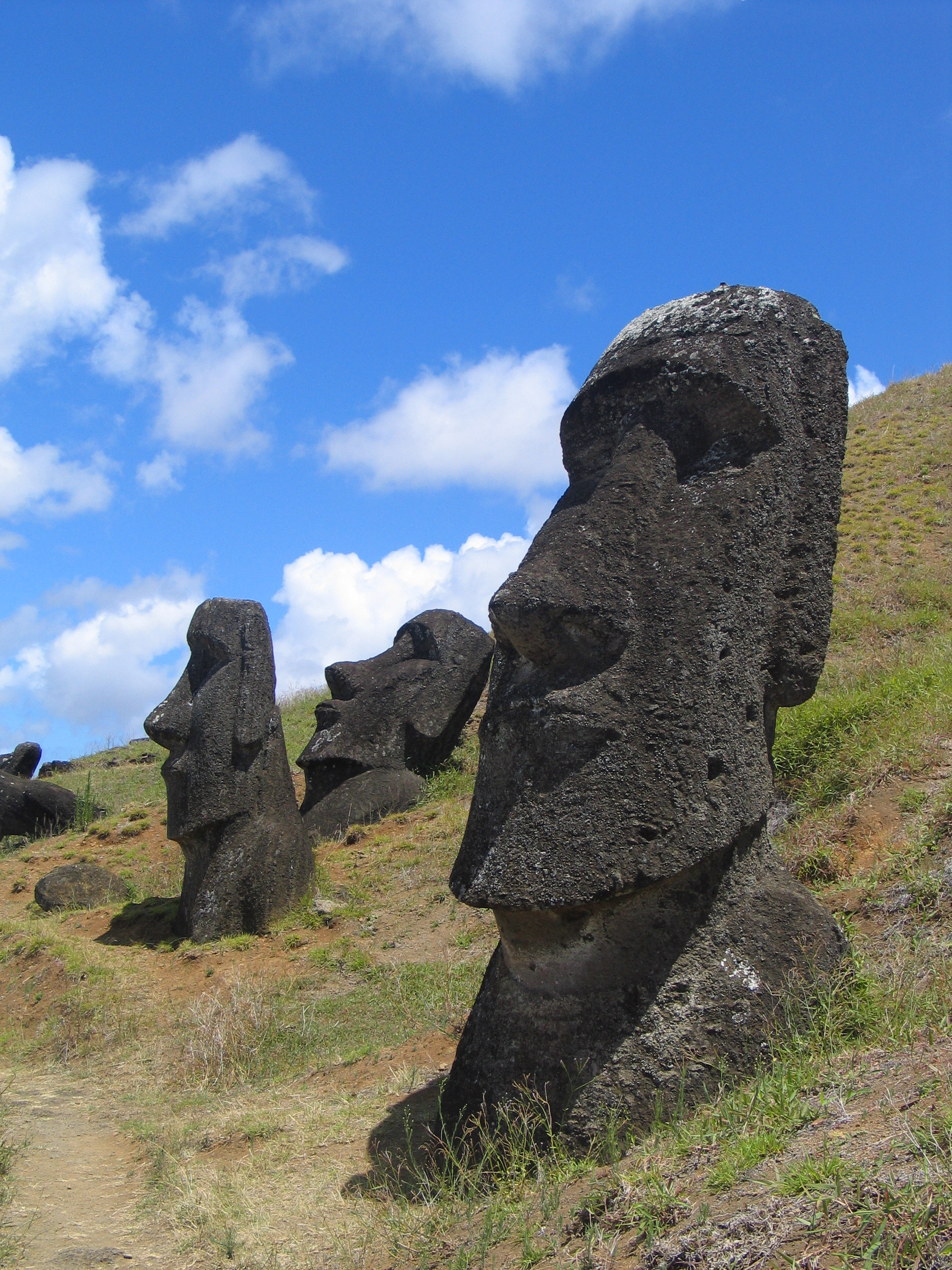
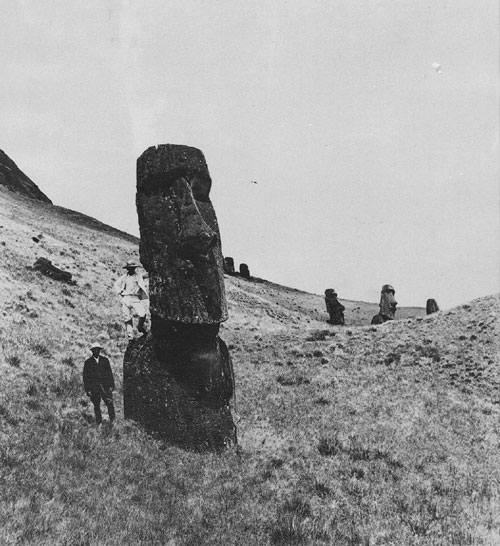
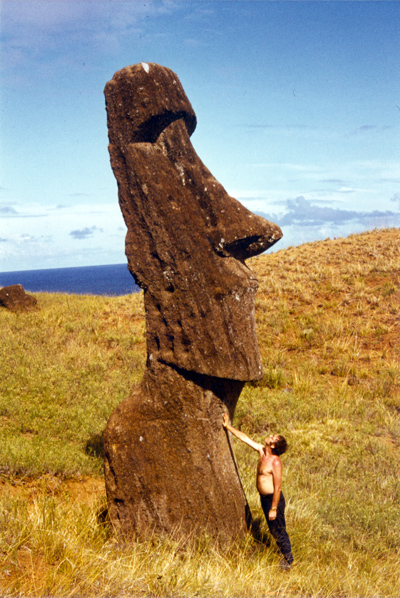
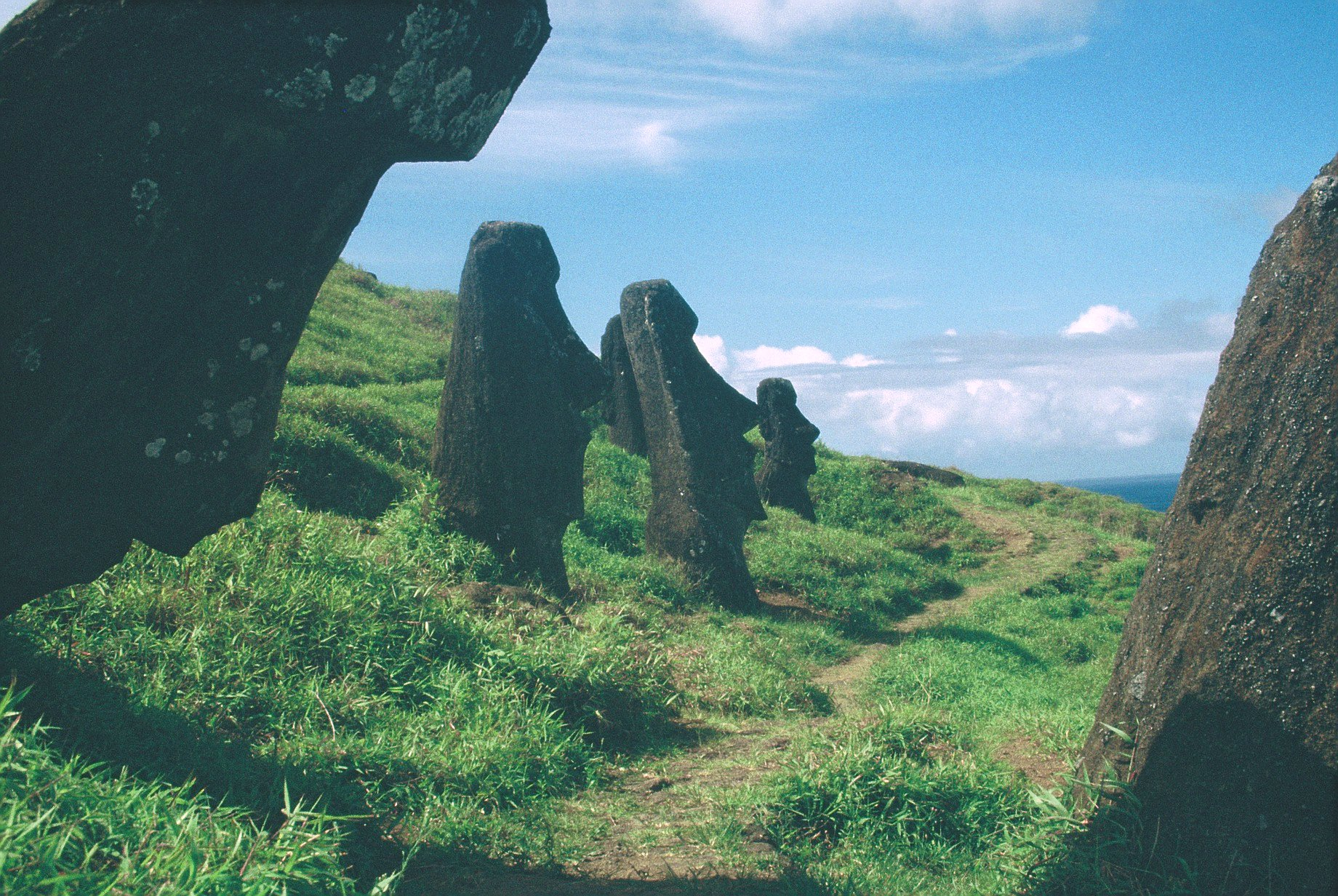